# Spontane generatie
Spontane generatie of Generatio spontanea is een aanname over de herkomst van jong leven. Dit zou in sommige gevallen vanzelf ontstaan uit dood materiaal. Het wordt ook wel abiogenese van Aristoteles of autogenese genoemd.
Deze klassieke opvatting van spontane generatie is volgens moderne inzichten een onmogelijkheid. Het is iets totaal anders dan abiogenese, het evolutionair ontstaan van het leven op aarde, waarbij leven op aarde ontstond uit organische en anorganische moleculen.

## Aristoteles
Aristoteles nam spontane generatie dagelijks waar. Het bewijs zag hij in de waarnemingen dat palingen en vliegen uit kadavers tevoorschijn kwamen, muizen uit het graan en bladluizen uit dauwdruppels.

## Redi
In 1668 toonde Francesco Redi echter aan, dat alleen levende vliegen verantwoordelijk waren voor de vliegen uit kadavers. Hij vulde een paar grote potten met vlees en dekte een paar ervan af. Alleen in de niet afgedekte potten ontstonden maden.

## Spallanzani
Lazzaro Spallanzani (1729-1799) deed proeven met aftreksels van zaden in glazen potten die op vier manieren waren behandeld:
- Fles 1 bleef open,
- Fles 2 werd afgesloten met een wattenprop,
- Fles 3 werd afgesloten met een houten stop,
- Fles 4 werd dicht gesmolten.

Hij verwarmde de potten. Als hij kort verwarmde vond hij in alle potten micro-organismen, maar hoe beter afgesloten hoe minder micro-organismen. Als hij de potten een half uur verhitte, kwamen er helemaal geen micro-organismen in de pot die dicht gesmolten was, in de overige flessen wel. Zijn conclusie was: micro-organismen ontstaan niet door spontane generatie, maar komen via de lucht de potten binnen. Zijn critici zeiden echter dat de lucht in de afgesloten fles door de verhitting veranderd was, waardoor er daar geen leven kon ontstaan.

## Pasteur
Desondanks geloofde men, tot aan de ontdekking van Louis Pasteur (1822-1895) in 1860, dat bacteriën vanzelf ontstonden. Het onderzoek van Louis Pasteur toonde echter aan, dat dood materiaal geen leven kan genereren, alleen levende wezens kunnen dat. Hij deed een experiment waarbij hij iets verwarmde en na verhitting was er geen sprake meer van de generatio spontanea, immers door verhitting worden de bacteriën gedood (pasteuriseren). Aanvankelijk geloofde men hem niet. Een van zijn tegenstanders beweerde dat Pasteur niet eerlijk had gewerkt, omdat hij als katholiek tegen de generatio spontanea zou zijn.